# رفراف بريطانيا الجديدة القزم
رفراف بريطانيا الجديدة القزم (الاسم العلمي Ceyx sacerdotis)، طائر من مخيط الماء وفصيلة رفرافيات. موطنه جزيرة بريطانيا الجديدة. موائله الطبيعية أراضي الغابات الرطبة المنخفضة الشبه الاستوائية أو المدارية.